# Crassispira pluto
Crassispira pluto é uma espécie de gastrópode do gênero Crassispira, pertencente à família Pseudomelatomidae.